# 日の出 (岩見沢市)

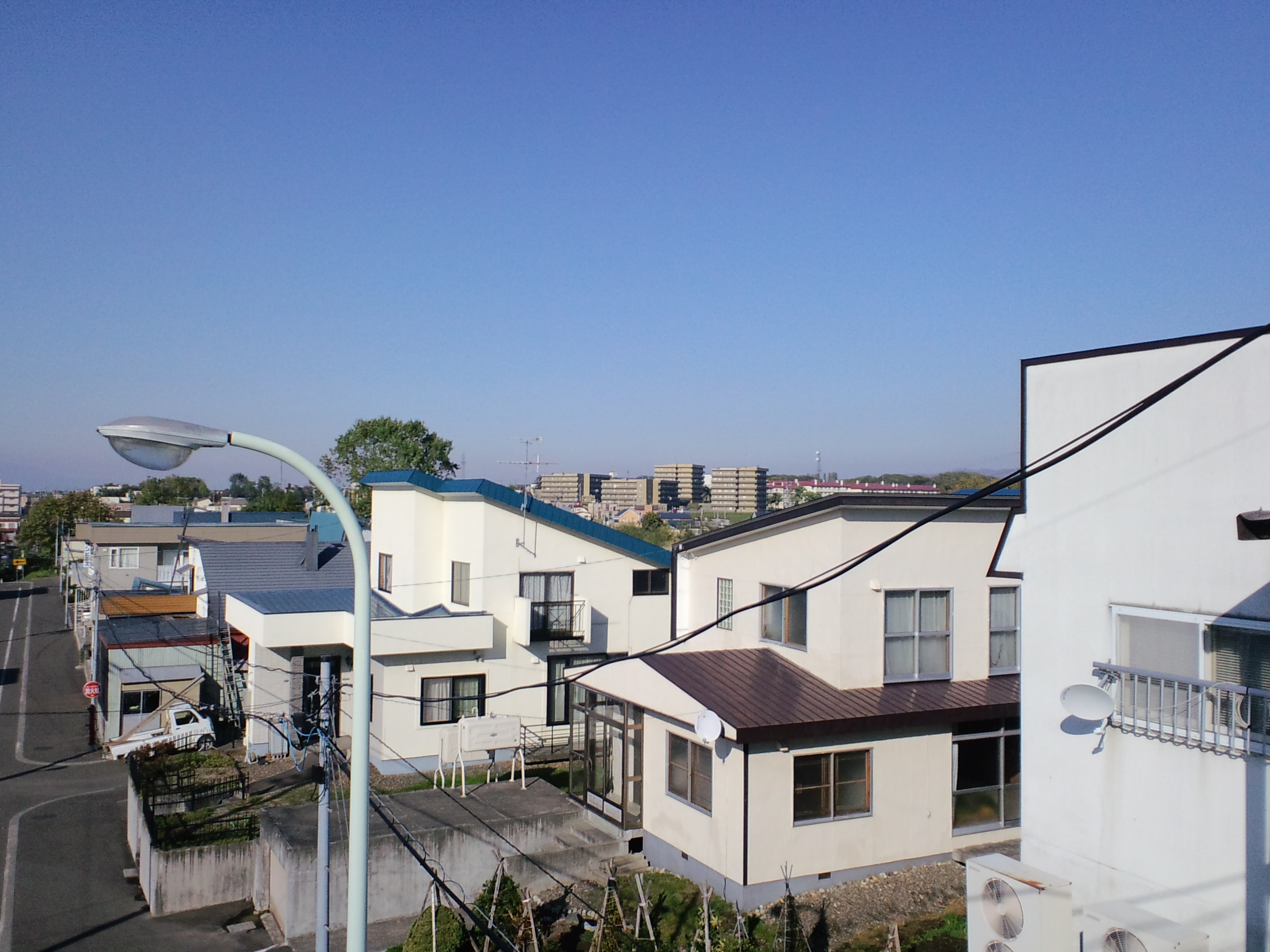
日の出地区の住宅街

日の出（ひので）は北海道岩見沢市にある地名の総称（汎称地名）。

## 概要
岩見沢市内南東部に位置しており、起伏が激しく坂道も多い。条・丁目地区に近いエリアは住宅街が広がっている反面、末端部は開発が進んでおらず農地や原野が残る。住宅地は高度経済成長期に造成されたものが多く、また公営住宅の占める割合が高いのも特徴。

## 町丁名一覧
- 日の出南
- 日の出北
- 日の出台
- かえで町
- 若駒
- 日の出町

日の出南・日の出北・かえで町・若駒は住居表示の際に日の出町から改称された町名。

## 施設、企業など
- 陸上自衛隊岩見沢駐屯地
- 北海道労災特別介護施設ケアプラザ岩見沢
- 岩見沢市立明成中学校
- 岩見沢市立日の出小学校
- 岩見沢市日の出児童館
- セブン-イレブン岩見沢日の出町東店
- セイコーマート岩見沢日の出台店
- ハマナスクラブ岩見沢かえで店
- びっくりドンキー岩見沢店
- セカンドストリート岩見沢店
- プロノ岩見沢店
- 北海道開発局・岩見沢地方合同庁舎
- 空知信用金庫日の出支店
- ローソン岩見沢日の出町店

### かつて存在した施設など
- 岩見沢競馬場
- せいせん日の出
- ゲオ岩見沢日の出店（2024年9月1日閉店）